# 佐橋亮
佐橋 亮（さはし りょう、1978年 - ）は、日本の国際政治学者。専門は東アジアの国際関係、米中関係。東京大学東洋文化研究所教授兼東京大学未来ビジョン研究センター教授。日本台湾学会賞受賞。

## 人物・経歴
東京都生まれ。2002年国際基督教大学教養学部国際関係学科卒業。在学中イリノイ大学政治学科に留学し、2004年日本学術振興会特別研究員。2006年日本国際交流センター客員研究員。2007年東京大学公共政策大学院特任助教。同年日本台湾学会賞（政治経済分野）受賞。2009年東京大学大学院法学政治学研究科博士課程修了、博士（法学）。同年東京大学政策ビジョン研究センター特任助教、オーストラリア国立大学博士研究員。2010年神奈川大学法学部准教授。2014年スタンフォード大学ウォルター・H・ショレンスタインアジア太平洋研究センター客員准教授。2018年神奈川大学法学部教授、神奈川大学アジア研究センター所長。2019年東京大学東洋文化研究所新世代アジア研究部門准教授、ウイルソン・センタージャパンスカラー、ジョージタウン大学アジア研究科客員研究員。2021年経済産業研究所ファカルティフェロー。2022年東京大学東洋文化研究所汎アジア研究部門准教授、内閣府土地等利用状況審議会委員。2023年ソウル大学校客員研究員。東京大学未来ビジョン研究センター准教授、東京大学大学院情報学環・学際情報学府アジア情報社会コース准教授なども兼任。2024年日本国際政治学会理事。2025年より東京大学東洋文化研究所教授、読売新聞読書委員、日本国際交流センター理事。

## 著書
- 『共存の模索 : アメリカと「二つの中国」の冷戦史』勁草書房 2015
- 『米中対立 : アメリカの戦略転換と分断される世界』中公新書 2021年

### 編集
- Asia Rising: A Handbook of History and International Relations in East, South and Southeast Asia, edited by Ryo Sahashi, Yasuhiro Matsuda and Waka Aoyama, Springer, 2024.
- Looking for leadership : the dilemma of political leadership in Japan, edited by Ryo Sahashi, James Gannon Japan Center for International Exchange, 2015.
- 『世界の岐路をよみとく基礎概念』（中溝和弥と共編）岩波書店 2024年
- 『バイデンのアメリカ : その世界観と外交』（鈴木一人と共編）東京大学出版会 2022年
- 『冷戦後の東アジア秩序 : 秩序形成をめぐる各国の構想』勁草書房 2020年

### 監訳
- アーロン・L・フリードバーグ著『支配への競争 : 米中対立の構図とアジアの将来』日本評論社 2013年